# اسکوچزوو
اسکوچزوو (به لاتین: Skoczów) یک شهر و گمینا در لهستان است که در گمینا سکوچوو واقع شده‌است. اسکوچزوو ۹٫۷۹ کیلومتر مربع مساحت و ۱۴٬۶۴۱ نفر جمعیت دارد.

## خواهرخوانده
شهر بکش‌چابا خواهرخواندهٔ اسکوچزوو هست.